# Doggerbank
Doggerbank, Schiff 53 – okręt pomocniczy Kriegsmarine z okresu II wojny światowej, spełniający funkcje: stawiacza min, łamacza blokady i okrętu zaopatrzeniowego dla U-Bootów. 

## Historia
Jednostka pierwotnie nosiła nazwę "Speybank" i była frachtowcem o pojemności 5154 BRT, zbudowanym w 1926 w Clydebank dla brytyjskiego armatora. Na początku 1941 statek odbywał rejs z Koczinu (Indie) do Nowego Jorku z ładunkiem ilmenitu, rudy manganu, monacytu, gumy, drewna tekowego i drobnicy. 31 stycznia na Oceanie Indyjskim statek został dostrzeżony a następnie zajęty bez próby oporu przez niemiecki krążownik pomocniczy HSK "Atlantis". Dowódca rajdera zrezygnował z zatopienia frachtowca, ponieważ zdał sobie sprawę z wartości przewożonego ładunku dla wysiłku wojennego III Rzeszy, i podjął decyzję o odesłaniu go jako pryzu.
21 marca obie jednostki rozstały się, a 10 maja obsadzony załogą pryzową "Speybank" dotarł do portu Bordeaux. Po zmianie nazwy na "Doggerbank" służył początkowo jako jednostka handlowa, później jednak zapadła decyzja o przekształceniu go w pomocniczy stawiacz min. Dzięki swojej typowo brytyjskiej konstrukcji, wyglądowi, a także przynależności do długiej serii podobnych statków, z powodzeniem mógł zostać użyty do skrytego minowania tras żeglugowych i akwenów w pobliżu wybrzeży brytyjskich kolonii w Afryce czy Azji. Niemcy mieli już doświadczenia z wykorzystaniem części krążowników pomocniczych w takiej roli. Jesienią 1941 rozpoczęły się prace modernizacyjne: m.in. statek został uzbrojony w działo kalibru 102 mm, działka 20 mm i dostosowano go do transportu 280 min morskich różnych typów. Otrzymał również dodatkową nazwę–oznaczenie kodowe "Schiff 53" (niem. Okręt 53; używane wymiennie z "Doggerbank"); dowództwo objął wcześniejszy dowódca pryzu – Kapitänleutnant Paul Schneidewind. Dla jednostki przewidziano również zadanie zaopatrzeniowca U-Bootów.
"Doggerbank" opuścił stocznię w Bordeaux 17 grudnia i udał się do La Pallice. Dopiero 24 stycznia 1942 wyruszył w swoją misję w towarzystwie okrętu podwodnego U-432. Po uzupełnieniu paliwa przez U-432 jednostki rozdzieliły się. "Doggerbank" rozpoczął samotny rejs na południe. Zadanie zaopatrzenia w paliwo, amunicję i żywność rajdera "Thor" i okrętów podwodnych zostało anulowane, nakazano jednak rozpoczęcie operacji "Kopenhagen", tj. zaminowania wód w okolicach Kapsztadu, gdzie przecinały się ważne linie żeglugowe i gromadziły alianckie konwoje. Schneidewind postanowił rozpocząć akcję nocą 12 marca, zaś dzień później postawić miny koło Przylądka Igielnego. Mimo trzykrotnego spotkania z nieprzyjacielem (samolot typu Avro Anson, krążownik lekki HMS "Durban", krążownik pomocniczy HMS "Cheshire"), którego udało wprowadzić się w błąd podaniem fałszywych informacji o statku, operacja przebiegła pomyślnie, w drugim przypadku liczba postawionych min była mniejsza niż zakładano. "Doggerbank" zamierzał kontynuować rejs, którego celem było minowanie podejść do portu w Bombaju, ale otrzymane rozkazy nakazały ponowienie akcji w pobliżu Przylądka Igielnego. 
Na minach postawionych przez "Doggerbank" zatonęły 2 jednostki (holenderski frachtowiec "Alcyone", 4534 BRT; brytyjski "Soudan", 6677 BRT), a dalsze 3 zostały uszkodzone (brytyjski "Dalfram", 4558 BRT, holenderski "Mangkalihat", 8457 BRT, tender niszczycieli HMS "Hecla", 10850 t). Początkowo ataki przypisywano okrętom podwodnym, ale później zorientowano się w prawdziwych przyczynach eksplozji. Trałowanie zagrożonych akwenów trwało do 9 września.
21 czerwca doszło do spotkania "Doggerbank" z krążownikiem pomocniczym HSK "Michel", na który przekazano paliwo i zaopatrzenie, przyjęto zaś jeńców z zatopionych alianckich statków. Zgodnie z rozkazami "Schiff 53" wyruszył do Japonii. 1 sierpnia dotarł do Batavii (obecnie Dżakarta w Indonezji), 19 sierpnia osiągnął port w Jokohamie. Rejs powrotny, poprzedzony generalnym remontem, rozpoczął się 17 grudnia. Jednostka pełniła funkcję łamacza blokady, przewożąc w ładowniach transport 7.000 ton deficytowego kauczuku naturalnego, tran i oleje roślinne. Statek opuścił ostatni port pośredni (Batavię) 15 stycznia 1943, kierując się przez Ocean Indyjski, wokół Przylądka Dobrej Nadziei, do Europy. Końcowy etap podróży prowadził między Azorami a wybrzeżem Portugalii. W obawie przed pomyłkowym storpedowaniem jednostki przez własne okręty podwodne Seekriegsleitung (Dowództwo Wojny Morskiej) poleciło opóźnić rejs i przekroczyć równik dopiero po 5 kwietnia, jednocześnie zakazując U-Bootom przeprowadzania ataków na wskazanym akwenie. Instrukcje radiowe prawdopodobnie nie zostały odebrane przez "Doggerbank". 3 marca jednostka została trafiona 3 torpedami wystrzelonymi przez okręt podwodny, którym później okazał się niemiecki U-43.
Z 15 rozbitków, którym udało dostać się do łodzi ratunkowej, przeżył tylko jeden – 27-letni Fritz Kürt, uratowany po 26 dniach dryfowania przez hiszpański zbiornikowiec "Campoamor". Według zeznań dowódcy U-Boota, Oberleutnanta Hansa-Joachima Schwandtkego, zatopienie było omyłkowe, zaatakowaną jednostkę uznano bowiem za brytyjski statek typu Dunedin Star. Wskutek zatonięcia okrętu zginęło 365 osób, w tym członkowie załóg łamacza blokady "Uckermark" (ex-"Altmark") i krążownika pomocniczego HSK "Thor", zniszczonych 30 listopada 1942 w wyniku przypadkowej eksplozji w porcie w Jokohamie.